# The Propaganda Game – Der nordkoreanische Traum
The Propaganda Game – Der nordkoreanische Traum ist ein spanischer Dokumentarfilm über Nordkorea, der unter der Regie von Álvaro Longoria entstand und im Jahr 2015 veröffentlicht wurde.
Der Film hatte seine Premiere 2015 bei dem Festival Internacional de Cine de San Sebastián.

## Inhalt des Films
Álvaro Longoria selbst hat Nordkorea besucht und durfte während seines Aufenthalts filmen. Ermöglicht wurde dies durch Alejandro Cao de Benós, einem Spanier, der nach Nordkorea ausgewandert ist, um für das dortige Regime  zu arbeiten. Während des kompletten Aufenthalts und des Drehs wurde Álvaro Longoria von Regierungsmitgliedern begleitet. Hauptbestandteil sind Interviews mit Bürgern und Regierungsmitgliedern von Nordkorea. Zentrale Themen der Dokumentation waren sowohl das alltägliche Leben der Bewohner als auch der Umgang mit Informationen und Propaganda in Nordkorea. Dazwischen wurden Interviews mit Nordkorea-Experten und anderen Ausschnitten aus der westlichen Welt über Nordkorea gezeigt. Bemerkenswert ist die schon frühkindliche Indoktrination und die dadurch entstandene Überzeugung der Nordkoreaner und die Dämonisierung Amerikas.
Wiederholt werden Álvaro Longoria die technologischen Fortschritte und der Reichtum im Land gezeigt, die kaum einen Unterschied zum Alltag in der westlichen Welt erahnen lassen. Fraglich bleibt dabei immer, woher dieser Reichtum stammt und inwiefern dieser lediglich inszeniert ist, da dahin zielenden Fragen ausgewichen wird und Álvaro Longoria durch die Guided Tour nicht selbst entscheiden kann, was er sehen darf. Die schönen Orte in Nordkorea werden jedoch nicht durchgehend hinterfragt und kritisiert.
Thematisiert werden darüber hinaus die Geschichte des Landes, die Staats-Ideologie (Juche-Ideologie), der Diskurs über die Menschenrechte  und die Militarisierung des Landes.

## Hintergrund
- Álvaro Longorias Ziel war es, Nordkorea so „schön wie möglich“ zu zeigen, um damit selbst eine „Propaganda-Ästhetik“ zu erzeugen.[2]

## Kritik
In der Internet Movie Database hat der Film eine Wertung von 6,8.
Im film-dienst wird der dokumentarische Wert hervorgehoben: „Aus seiner unverhüllten Staatstreue resultieren bei der Präsentation sonst unzugänglicher Bereiche bizarre, letztlich aber höchst aussagekräftige Szenen, die die Propaganda des Staats entlarven. Als Dokument über Nordkorea ebenso erhellend wie befremdend.“